# 아사쿠라 다이스케
아사쿠라 다이스케(일본어: 浅倉大介, 1967년 11월 4일 ~ )는 일본의 음악 프로듀서이자 송라이터(Songwriter), 키보디스트(keyboardist)이다. 도쿄도 다이토구 출신으로 음악유닛 access의 키보드를 전담하고 있기도 하다. 통칭은 DA이다.